# Young Artist Awards 2007
28. ročník udílení cen Young Artist Awards 2007 se konal dne 10. března 2007 ve Sportsmen's Lodge ve Studio City v Kalifornii. Ceny byly předány mladým hercům a herečkám ve věku 5 až 21 let v oblasti filmu, televize, divadla a internetu za kalendářní rok 2006.

## Vítězové a nominace

### Speciální ocenění

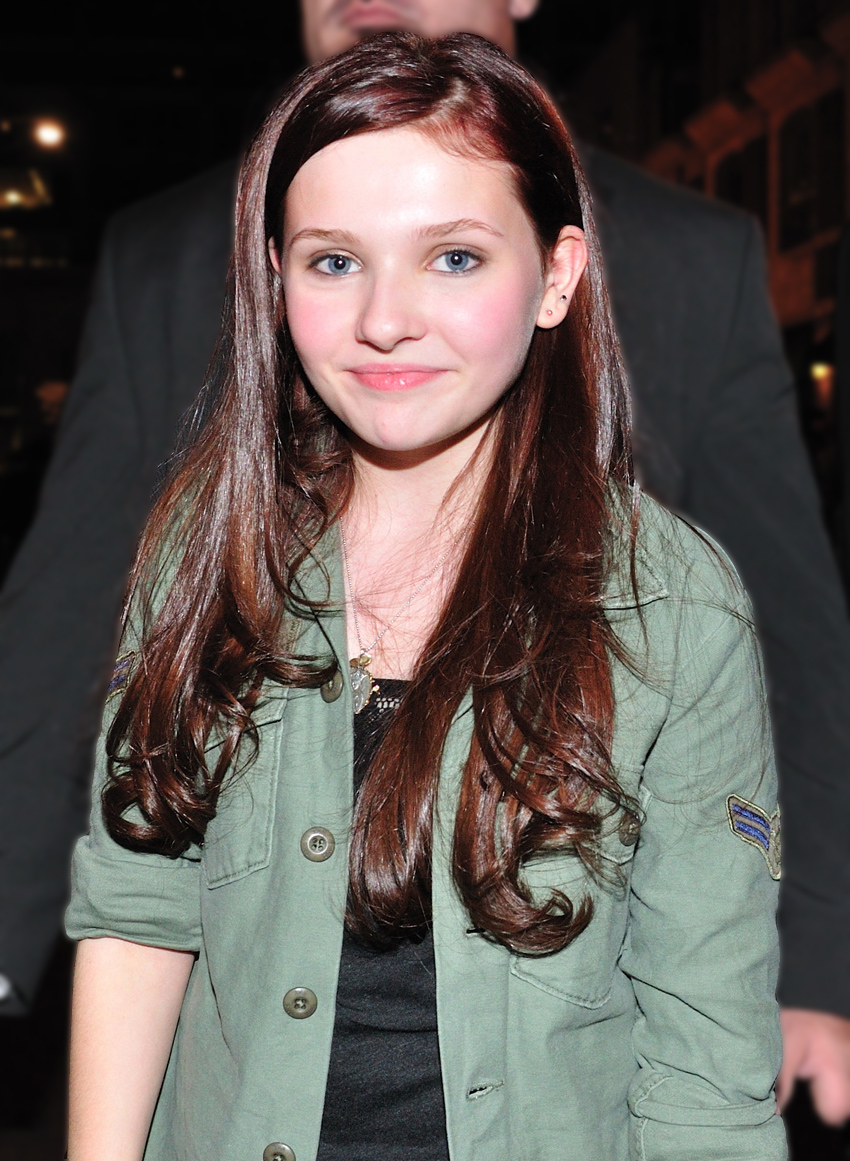
Abigail Breslin, vítězka v kategorii nejlepší herečka v hlavní roli (10 let a méně)

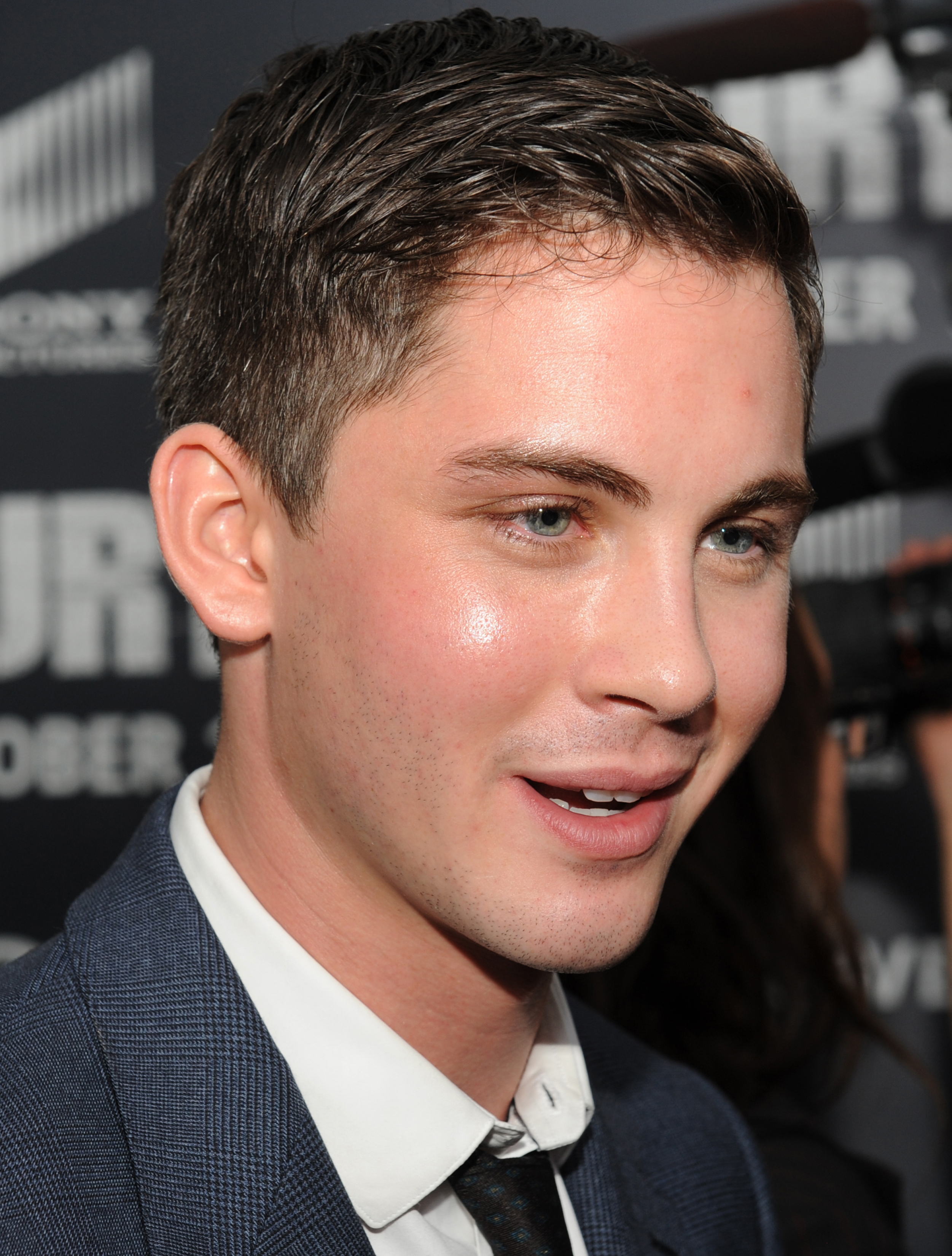
Logan Lerman, vítěz v kategorii nejlepší výkon v hlavní roli – mladý herec

Nejlepší mladý umělec: Grant Austin Taylor
Nejlepší mladá mezinárodní skupina: Street Magic (Rusko)
Ocenění Michaela Landona za inspiraci pro mládež prostřednictvím TV: Znalec psí duše (National Geographic Channel)
Ocenění Jackie Coogan za příspěvek prostřednictvím filmu: Will Smith a Jaden Smith – Štěstí na dosah (za propagaci hodnoty rodiny)
Nejlepší TV program nebo film, ve kterém se propaguje věda: Good Eats with Alton Brown (Food Network)

### Film
| Nejlepší herec v hlavní roli (10 let a méně) | Nejlepší herečka v hlavní roli (10 let a méně) |
| --- | --- |
| Dylan Blue – Budiž světlo - Seamus Davey-Fitzpatrick – Satan přichází - Jimmy Bennett – Firewall - Noah Gray-Cabey – Žena ve vodě - Jake Johnson – Ricky Bobby: Nejrychlejší jezdec - Nathan Gamble – Babel - Jake Cherry – Noc v muzeu | Abigail Breslin – Malá Miss Sunshine - Tatum McCann – Klik – život na dálkové ovládání - Ryan Newman – Zoom: Akademie pro superhrdiny - Chloë Grace Moretz – Agent v sukni 2 - Elle Fanning – Babel - Sage Kermes – Líbezná země           |
| Nejlepší výkon v hlavní roli – mladý herec | Nejlepší výkon v hlavní roli – mladá herečka |
| Logan Lerman – Soví houkání - Thomas Sangster – Kouzelná chůva Nanny McPhee - Conor Donovan – Dvanáctiletí - Alex Neuberger – Zběsilý útěk - Cameron Bright – Zběsilý útěk - Josh Hutcherson – Rodinná dovolená a jiná neštěstí | Keke Palmer – Akeelah - Sara Paxton – Aquamarine - Dakota Fanning – Šarlotina pavučinka - Brie Larson – Soví houkání - Emily Rios – Patnáctiletá - Keisha Castle-Hughes – Příběh zrození                                                   |
| Nejlepší výkon ve vedlejší roli – mladý herec | Nejlepší výkon ve vedlejší roli – mladá herečka |
| Tristan Lake Leabu – Superman se vrací - Cameron Bright – X-Men: Poslední vzdor - Rory Culkin – Noční volání - Connor Paolo – World Trade Center - Chase Ellison – Na konci světa - Troy Gentile – Boží zápasník - Josh Flitter – Agent v sukni 2 | Emma Roberts – Aquamarine - Zoe Weizenbaum – Dvanáctiletí - Joanna "JoJo" Levesque – Aquamarine - Hallie Kate Eisenberg – Jak jíst smažené žížaly - Hannah Marks – Bezva vejška - Lucy Boynton – Miss Potter - Alyson Stoner – Let's Dance |
| Nejlepší mladé obsazení | |
| Jak jíst smažené žížaly – Luke Benward, Hallie Kate Eisenberg, Alexander Gould, Adam Hicks, Ryan Malgarini, Ty Panitz, Philip Daniel Bolden, Blake Garrett, Andrew Gillingham, Austin Rogers, Nick Krause, Stephan Bender a Alexander Agate - Kouzelná chůva Nanny McPhee – Thomas Sangster, Eliza Bennett, Raphaël Coleman, Jennifer Rae Daykin, Holly Gibbs a Samuel Honywood - Santa Claus 3: Úniková klauzule – Ridge Canipe, Kate Emerick, Madeline Carroll, Eric Lloyd, Spencer Breslin, Liliana Mumy, Darian Bryant, Chantel Valdivieso, Ryan Heinke a Charlie Stewart - Malí rošťáci – Tyler James Williams, Dyllan Christopher, Dominique Saldana, Gina Mantegna, Quinn Shephard a Brett Kelly | |

### Mezinárodní film
| Nejlepší herecký výkon v mezinárodním filmu (mladý herec/herečka) |
| --- |
| Sarala Kariyawasam – Voda (Srí Lanka) - Ivana Baquero – Faunův labyrint (Španělsko) - Alex Pettyfer – Stormbreaker (Spojné království) - Freddie Highmore – Arthur a Minimojové (Spojné království) - Nansal Balitguluum – Jeskyně žlutého psa (Mongolsko) - Jonathan Mason – Lassie (Spojné království) - Dmitry Martynov – Hlídač mrtvých (Rusko) - Jhenbo Yang – Překonat sám tisíc mil (Čína) |

### Krátkometrážní film
| Nejlepší výkon ve vedlejší roli – mladý herec | Nejlepší výkon ve vedlejší roli – mladá herečka |
| --- | --- |
| Hunter Gomez – Rocketboy - Dominic Scott Kay –Saving Angelo - Benjamin B. Smith – Nejsmutnější kluk na celém světě - Sean Roche – Happy Valentine's Day - Kendall McCulty – Crossing - Ricardo Gray – Adam's Eve - Paul Butcher – Imaginary Friend | Megan McKinnon – Little Samantha Tripp - Kendra McCulty – Crossing - Mia Ford – Imaginary Friend - Courtney Halverson – Sleepwalk - Kali Majors – Bye Bye Benjamin |

### Televize
| Nejlepší výkon ve vedlejší roli – mladý herec | Nejlepší výkon ve vedlejší roli – mladá herečka |
| --- | --- |
| Matthew Knight – Dům na Bay Street - Zac Efron – Muzikál ze střední - Jason Dolley – Čti a plač - Micah Williams – The Ron Clark Story - Brandon Smith – The Ron Clark Story | Hannah Hodson – The Ron Clark Story - Vanessa Hudgens – Muzikál ze střední - Sammi Hanratty – Ahoj ségro, sbohem živote! - Kay Panabaker – Čti a plač - Maya Ritter – Molly – příběh z druhé světové války                                                                    |
| Nejlepší herec ve vedlejší roli | Nejlepší herečka ve vedlejší roli |
| Jake Smith – For the Love of a Child - Corbin Bleu – Muzikál ze střední - Beans El-Balawi – Světlo ve tmě - Jonah Meyerson – Griffin a Phoenixová - Andrew Chalmers – Molly – příběh z druhé světové války - Benjamin Petry – Pokoj č. 10 | Emily Hirst – For the Love of a Child - Niamh Wilson – Záhadný dům - Tory Green – Molly – příběh z druhé světové války - Elle Fanning – Pokoj č. 10 |
| Nejlepší herecký výkon v hlavní roli (seriál) – mladý herec | Nejlepší herecký výkon v hlavní roli (seriál) – mladá herečka |
| Kyle Massey – That's So Raven - Cole Sprouse – Sladký život Zacka a Codyho - Tyler James Williams – Everybody Hates Chris - Michael Seater – Life with Derek - Dylan Sprouse – Sladký život Zacka a Codyho - Devon Werkheiser – Ned's Declassified School Survival Guide - Jamie Johnston – Střední škola Degrassi | Christa B. Allen – Cake - Ashley Leggat – Life with Derek - Emma Roberts – Neslavná - Jamie Lynn Spears – Zoey 101 - Miley Cyrus – Hannah Montana |
| Nejlepší herecký výkon ve vedlejší roli (seriál) – mladý herec | Nejlepší herecký výkon ve vedlejší roli (seriál) – mladá herečka |
| Alexander Gould – Tráva - Daniel Magder – Life with Derek - Andrew Chalmers – Darcy's Wild Life - Daniel Curtis Lee – Ned's Declassified School Survival Guide - Paul Butcher – Zoey 101 - Dean Collins – Rodinná válka - Jesse Plemons – Světla páteční noci | Hayden Panettiere – Hrdinové - Miranda Cosgroveová – Drake a Josh - Victoria Justice – Zoey 101 - Emily Osment – Hannah Montana - Allie Grant – Tráva - Mackenzie Rosman – Sedmé nebe - Aimee Teegarden – Světla páteční noci                                                 |
| Nejlepší herecký výkon (seriál) – herec (10 let a méně) | Nejlepší herecký výkon (seriál) – herečka (10 let a méně) |
| Noah Gray-Cabey – Hrdinové - Trevor Gagnon – Nové trable staré Christine - Allen Alvarado – Let 29 - Khamani Griffin – All of Us - Lorenzo Brino a Nikolas Brino – Sedmé nebe - CJ Sanders – Saved | Maria Lark – Medium - Ariel Gade – Invaze - Ariel Waller – Life with Derek - Billi Bruno – Svět podle Jima - Conchita Campbell – 4400 - Emily Everhard – Cake |
| Nejlepší herecký výkon v hostující roli (seriál) – mladý herec | Nejlepší herecký výkon v hostující roli (seriál) – mladá herečka |
| Darian Weiss – Beze stopy - Gavin Fink – E-Ring - Alec Holden – Jednotka zvláštního určení - Colby Paul – Lovci duchů - Kolawole Obileye – Ztraceni - Kyle Kaplan – The Bernie Mac Show - Skyler Gisondo – Dr. House - Joseph Castanon – Žralok - Remy Thorne – Las Vegas: Kasino - Austin Majors – Svět podle Jima | Monet Monico – Sladký život Zacka a Codyho - Alyson Stoner – Sladký život Zacka a Codyho - Emily Hirst – Smallville - Sammi Hanratty – Sladký život Zacka a Codyho - Tay Blessey – Odložené případy - Chloë Grace Moretz – Zoufalé manželky - Rachel Rogers – Můj přítel Monk |
| Nejlepší herecký výkon ve vedlejší roli (seriál) – mladý herec | Nejlepší herecký výkon ve vedlejší roli (seriál) – mladá herečka |
| Daniel Goldman – Dexter - Louis T. Moyle – Jmenuju se Earl - Noah Crawford – Jmenuju se Earl - Masam Holden – Pohotovost - Kasey Campbell – Tráva - Jacob Kraemer – Naturally, Sadie - Tyler Patrick Jones – Posel ztracených duší - Cody Linley – Hannah Montana - Charlie Stewart – Sladký život Zacka a Codyho - Adam Cagley – Ned's Declassified School Survival Guide - Marc Donato – Střední škola Degrassi                                                                                     | Darcy Rose Byrnes – Mladí a neklidní - Kirsten Prout – Kyle XY - Tay Blessey – Drzá Jordan - Rachel G. Fox – Zoufalé manželky - Courtney Jines – Rodinná válka - Morgan York – Hannah Montana - Sophie Oda – Sladký život Zacka a Codyho                                      |
| Nejlepší mladé obsazaní | |
| Zoey 101 – Jamie Lynn Spears, Paul Butcher, Sean Flynn, Victoria Justice, Christopher Massey, Alexa Nikolas, Erin Sanders and Matthew Underwood - Neslavná – Jordan Calloway, Malese Jow, Emma Roberts, Chelsea Tavares, Emma Degerstedt, Dustin Ingram and Mary Lou - Life with Derek – Michael Seater, Ashley Leggat, Daniel Magder, Jordan Todosey and Ariel Waller - Darcy's Wild Life – Andrew Chalmers, Shannon Collis, Melanie Leishman, Demetrius Joyette, Sara Paxton a Kerry Michael Saxena | |

### Dabing
| Nejlepší výkon – mladý herec | Nejlepší výkon – mladá herečka |
| --- | --- |
| Dominic Scott Kay – Šarlotina pavučinka - Sam Lerner – V tom domě straší - Mitchel Musso – V tom domě straší - Shane Baumel – Curious George - Alexander Gould – Curious George - Anthony Ghannam – Bambi 2 - Jake T. Austin – Malý zázrak | Tajja Isen – Jana a drak - Spencer Locke – V tom domě straší - Hailey Noelle Johnson – Curious George - Alyssa Shafer – Happy Feet - Mikaila Baumel – Happy Feet |

### Rodinná zábava
| Nejlepší rodinný televizní film nebo speciál | Nejlepší rodinný televizní seriál (drama) |
| --- | --- |
| The Ron Clark Story - Muzikál ze střední - Ahoj ségro, sbohem živote! - Dům na Bay Street - Molly – příběh z druhé světové války - For the Love of a Child | Světla páteční noci - Invaze - Saved - Let 29 - Sedmé nebe - Bratři a sestry - Posel ztracených duší |
| Nejlepší rodinný televizní seriál (komedie) | Nejlepší mezinárodní rodinný film |
| Sladký život Zacka a Codyho - Darcy's Wild Life - Ned's Declassified School Survival Guide - Neslavná - Zoey 101 - Jmenuju se Earl                         | Voda (Srí Lanka) - Stormbreaker (Spojené království) - Arthur a Minimojové (Francie) - Jeskyně žlutého psa (Mongolsko) - Lassie (Spojené království) - Faunův labyrint (Španělsko) - Překonat sám tisíce mil (Čína) |
| Nejlepší rodinný animovaný film | Nejlepší rodinný film (komedie/muzikál) |
| Auta - Divočina - V tom domě straší - Happy Feet. - Za plotem - Mezi námi zvířaty - Spláchnutej - Malý zázrak                                              | Malá Miss Sunshine - Kouzelná chůva Nanny McPhee - Klik – život na dálkové ovládání - Jak jíst smažené žížaly - Ricky Bobby: Nejrychlejší jezdec - Soví houkání - Šarlotina pavučinka                               |
| Nejlepší rodinný film (drama) | |
| Akeelah - Piráti z Karibiku: Truhla mrtvého muže - Superman se vrací - Miláček - X-Men: Poslední vzdor - Příběh zrození - Flicka                           | |